# Hazbin Hotel
Hazbin Hotel is een Amerikaanse musical-animatieserie voor volwassenen, bedacht en gemaakt door Vivienne Medrano. In 2019 kwam een eerste pilot uit op YouTube. Het zou nog tot januari 2024 duren tot de eerste officiële afleveringen werden uitgezonden op Prime Video. Het tweede seizoen wordt in 2025/2026 verwacht.

## Verhaal
Hazbin Hotel Is gericht op het hotel met dezelfde naam, opgericht en geleid door de dochter van Lucifer, Charlie Morningstar. Deze prinses van de hel heeft het hotel opgericht met als doel zondaars te rehabiliteren en zo in de hemel te doen belanden. Hiertoe is een noodzaak omdat de hel overbevolkt is; de zondaars kunnen in principe niet opnieuw sterven tenzij ze gedood worden door engelen. Om een opstand te voorkomen en de aantallen mogelijke opstandelingen laag te houden, stuurt de hemel jaarlijks een engelenleger om de zondaars te doden. De eerste aflevering vangt aan direct na deze jaarlijkse slachting (in de serie Extermination genoemd) en volgt de bewoners en uitbaters van het hotel in hun pogingen een nieuwe slachting te voorkomen.

## Cast

### Primair
- Prinses Charlotte 'Charlie' Morningstar, ingesproken door Erika Henningsen
- Vaggie, de vriendin van Charlie die haar ondersteunt bij het runnen van het hotel, ingesproken door Stephanie Beatriz
- Anthony, een zondaar die in het hotel verblijft, beter bekend als Angel Dust, de drug waaraan hij overleden is. Ingesproken door Blake Roman
- Alastor de 'Radio Demon', Charlie's mede-uitbater van het hotel, een seriemoordenaar en heerser over zielen (overlord genoemd in de serie), ingesproken door Amir Talai
- Husk, de barman van het hotel die door Alastor is aangesteld, ingesproken door Keith David
- Niffty, de schoonmaakster van het hotel, eveneens door Alastor aangesteld, ingesproken door Kimiko Glenn

- Sir Pentious, een zondaar die na een aanval op het hotel besluit in het hotel te verblijven en zich te wijden aan rehabilitatie, ingesproken door Alex Brightman

### Secundair
- Adam, die na zijn dood in de hemel terecht kwam en nu het engelenleger leidt dat jaarlijks terugkeert voor de slachting, eveneens ingesproken door Alex Brightman.
- Lute, Adams commandant en rechterhand, ingesproken door Jessica Vosk
- De Vees, net als Alastor zijn zij heersers over zielen en hebben samen een media imperium opgebouwd dat over een groot deel van de hel invloed uitoefent:
  - Vox, de heerser over televisie, ingesproken door Christian Borle
  - Velvette, de heerser over sociale media, ingesproken door Lilli Cooper
  - Valentino, de heerser die de enige films produceert die in de hel gekeken worden: pornofilms. Hij heeft Angel Dust onder een wurgcontract en laat hem voor zich werken, ingesproken door Joel Perez
- Carmilla Carmine, een heerser over zielen die de meest dodelijke wapens in de hel produceert; wapens gemaakt van de achtergebleven wapens van het engelenleger. Ingesproken door Daphne Rubin-Vega
- Lucifer Morningstar, de vader van Charlie en heerser over de hel, ingesproken door Jeremy Jordan
- Cherri Bomb, een vriendin van Angel Dust, ingesproken door Krystina Alabado

## Ontvangst
De pilot werd op Youtube door 96 miljoen mensen bekeken. Volgens Alex Hopley lag het dan ook in de lijn der verwachting dat een groot netwerk de serie zou oppikken en produceren. Immers, de serie kwam al met ingebouwde potentiële kijkers. Marta Kuijken noemt de pilot dan ook als een reden voor de enorme aantallen kijkers direct bij de eerste aflevering. De serie brak het record voor meeste kijkers van een nieuwe animatieserie.
Toch meende Kuijken dat de serie de hype waarmaakte. De serie zet je volgens haar aan het denken over goed en kwaad en is op visueel vlak duidelijk geïnspireerd op de Cartoon Network tekenstijl. Kuijken stelt: 'Het is duidelijk dat er gigantisch veel research is gedaan en alles met veel liefde in elkaar is gezet.' Ze typeert de serie als onverwachts integer, maar leek teleurgesteld nog lang te moeten wachten op het tweede seizoen, dat over een kleine twee jaar wordt verwacht.
Een andere recensent, Laken Kincaid, noemde de eerste paar afleveringen de start van een mogelijk groots vervolg. Hij noemde drie sterke punten die de serie haar charme gaven, de sterke personages, een punt dat Kuijken ook aanstipte in haar review, de sterke soundtrack die hem aan Broadway deed denken - niet gek met bekende Broadway acteurs zoals Alex Brightman en Daphne Rubin-Vega - en de sterke lhbti-representatie. Volgens de bedenkster van de serie, Medrano, is binnen het hotel enkel Niffty heteroseksueel, wat alle andere personages binnen de lhbtiqq+ groep doet vallen. Hierbij zijn ook panseksuele en aseksuele personages, iets wat we in het huidige televisielandschap weinig zien.
Toch waren niet alle Nederlandse recensenten positief. Zo schreef Omar Larabi op basis van de eerste aflevering dat 'de stijl doet denken aan animatieseries als The Powerpuff Girls. Nogal kinderlijk dus, en dat kan ook gesteld worden over de serie an sich. Hazbin Hotel wordt door de makers neergezet als volwassen animatie, maar met flauwe grappen over sperma lijkt de doelgroep eerder de adolescente kijker.' Desondanks vond hij Stephanie Beatriz wel goed gecast.

## Varia
- Dit is het tweede project waarin Stephanie Beatriz en Daphne Rubin-Vega samenwerken en samen een duet hebben. Het eerste project was In the Heights waarin zij een stel speelden en onder andere No me diga samen zongen.
- Alex Brightman, die meerdere rollen speelt, werkte ook in de spin-off van Hazbin Hotel, Helluva Boss, samen met Medrano.
- Helluva Boss, dat in 2020 zijn eerste seizoen had op YouTube sloot in 2023 zijn eerste helft van het tweede seizoen af. Hoewel de Hazbin pilot eerder verscheen en Helluva Boss dus de spin-off is, heeft Hazbin tot nog toe minder afleveringen.
- Aan het einde van seizoen één van Hazbin Hotel moet het hotel opnieuw opgebouwd worden. Er volgt dan een scene die doet denken aan de laatste scenes van Encanto, een film waarvoor Stephanie Beatriz de hoofdrol insprak.
- Veel van de betrokken insprekers zijn bekend van Broadway, zo speelde Brightman in Beetlejuice de gelijknamige hoofdrol, speelde Erika Henningsen Fantine in Les Misérables en Cady in Mean Girls en was Rubin-Vega de allereerste die in 1996 op Broadway Mimi speelde in Rent. Ook Keith David, Jeremy Jordan, Jessica Vosk, Christian Borle, Lilly Cooper, Joel Perez en Krystina Alabado vervulden rollen op Broadway. Ook een groot deel van de stemacteurs die de gastrollen vervulden hadden op de planken reeds hun sporen behaald, zoals Darren Criss en Leslie Kritzer.